# Klimovsk
Klimovsk (ru. Климовск) este un oraș din Regiunea Moscova, Federația Rusă și are o populație de 55.644 locuitori.

## Orașe înfrățite
- Novoceboksarsk, Rusia
- Ihtiman, Bulgaria